# Mistelbach (Alsó-Ausztria)
Mistelbach (1975-ig Mistelbach an der Zaya) osztrák város Alsó-Ausztriában, a Mistelbachi járás központja. Lakossága 2021 januárjában 11 592 fő volt.

## Elhelyezkedése

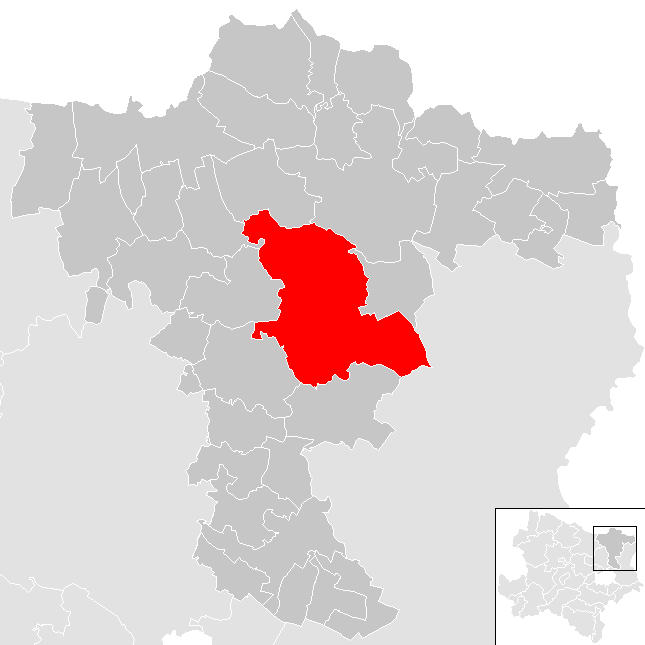
Mistelbach a Mistelbach járásban

Mistelbach Alsó-Ausztria Weinvirtel ("Bornegyed") régiójának északkeleti részén fekszik, a Bécset Brnóval összekötő B7-es főút mentén, kb. 25 km-re mind a cseh, mind a szlovák határtól. Átfolyik rajta (részben a föld alatt) a Mistelbach nevű patak, amely itt torkollik a Zayába, a Morva mellékfolyójába.  
A városi önkormányzathoz a következő települések tartoznak: Ebendorf (570 lakos), Eibesthal (720), Frättingsdorf (267), Hörersdorf (448), Hüttendorf (523), Kettlasbrunn (509), Lanzendorf (779), Mistelbach (6073), Paasdorf (761) és Siebenhirten (490).
A környező települések: északra Staatz és Poysdorf, keletre Wilfersdorf és Zistersdorf, délre Gaweinstal, délnyugatra Ladendorf, nyugatra Asparn an der Zaya, északnyugatra pedig Fallbach.

## Története

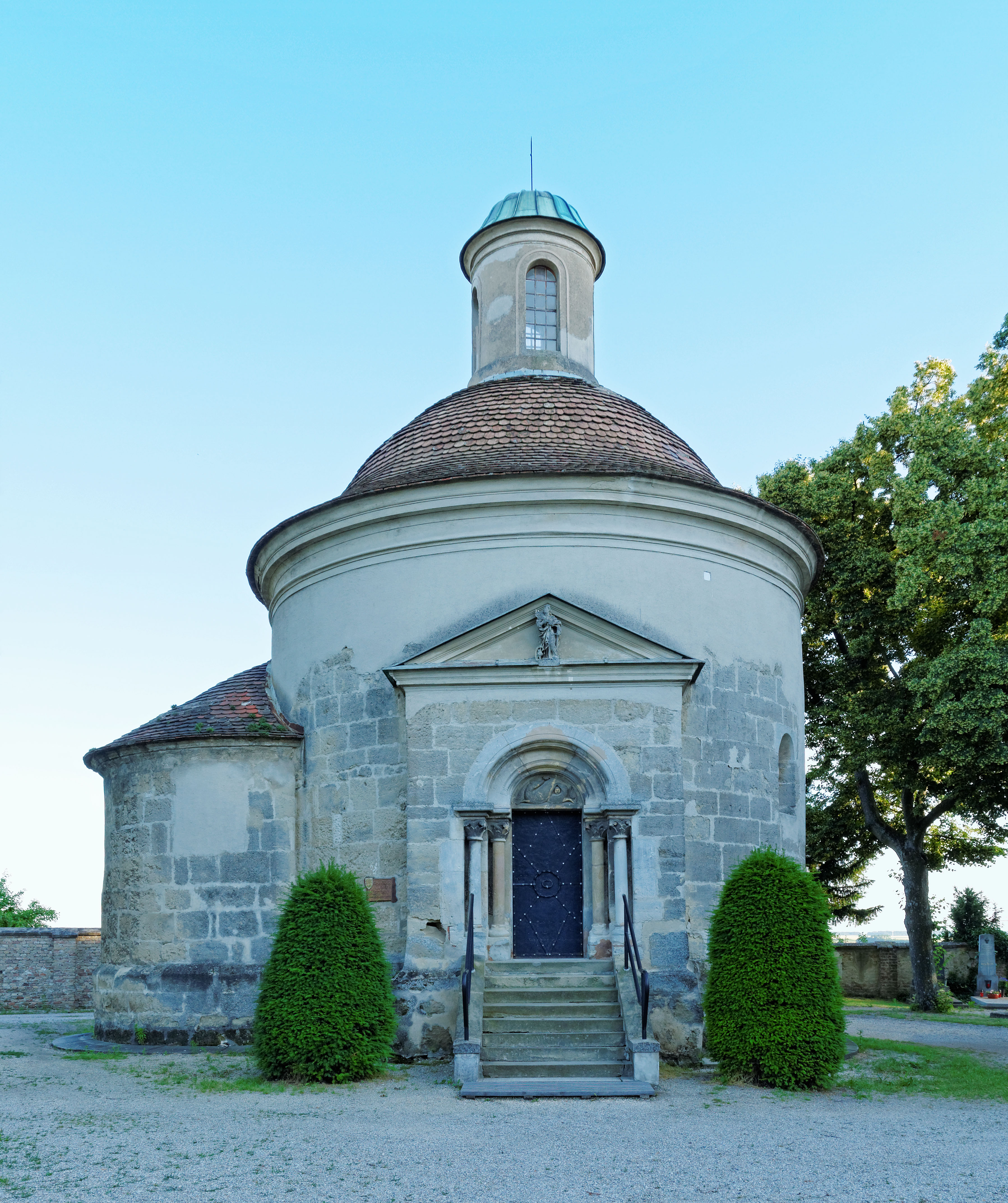
A város legrégibb épülete, a csontkamra

Mistelbach területe az Avar Kaganátus határvidékéhez tartozott, a mai kórház építésekor 60 sírból álló avar temetőt tártak fel. Miután Nagy Károly megdöntötte az avar államot, a régió a Frank, majd a Keleti Frank Birodalomhoz került. A Babenbergek uralma idején települt be egy bizonyos bajor "Herr von Mistel", aki megalapította a von Mistelbach családot. 1050 körül a mai várhegyen gerendaerődöt emeltek, amit a 13. században kővárrá fejlesztettek. Mistelbach egyik ura, "Kutya" Henrik (melléknevét hűségéért kapta) az osztrák herceg egyik minisztere volt. Lánya, Ofemia hozományként vitte Mistelbachot, amikor feleségül ment II. Hadmar von Kuenringhez. A különálló egyházközség III. Henrik császár idején jött létre, templomát tours-i Szt. Mártonnak szentelték.
Mistelbach 1372-ben vásárjogot kapott és mezővárosi rangra emelkedett. Lakói így városi polgárokká váltak, akik a települést négykapus fallal vették körbe. A 14. század hátralévő részében sáskajárás, árvíz és földrengés sújtotta Mistelbachot és végül egy pestisjárványban lakosainak 40%-át elvesztette. 
1383-ban I. Johann von Liechtenstein (†1397) megvásárolta a várost és a környező birtokokat. A huszita háborúk során kifosztották a települést, a várat pedig 1443-ban romba döntötte egy földrengés. Valamivel később Podjebrád György cseh király pusztította el Mistelbachot. 
A reformáció idején a lakosság nagy része protestánssá vált, míg 1570 körül a meginduló ellenreformáció során Melchior Khlesl püspök vissza nem térítette őket. II. Frigyes császár idején a maradék protestánsokat száműzték. A harmincéves háborúban a Lennart Torstensson vezette svéd hadsereg kifosztotta és felgyújtotta a várost. 1678-ban egy tűzvészben odaveszett a paplak és 70 másik épület. A következő évben 300 áldozatot követelő pestisjárvány tört ki, amelynek 1680-ban emelt emlékműve ma is látható. 
A vasút 1869-ben érte el a települést, ami a gazdaság fellendülését hozta. 1874-ben I. Ferenc József városi rangra emelte Mistelbachot. 
Az Anschluss után a város zsidó lakosságát néhány hónap alatt elűzték, és Mistelbach azzal dicsekedett, hogy ő lett "Alsó-Ausztria első zsidómentes városa". A második világháború végén komoly harcok folytak a hátráló Wehrmacht és az előretörő szovjet hadsereg között; Ebendorfban húsz házat döntött romba a tüzérség. A háború után Dél-Morvaországból elűzött német menekülteket szállásoltak el Mistelbachban. A város a szovjet megszállási zónába került, egészen 1955-ig. 
A mai önkormányzat 1972-ben jött létre, amikor a környező falvakat Mistelbach városához csatolták. 

## Lakosság
A mistelbachi önkormányzat területén 2021 januárjában 11592 fő élt. A lakosságszám 1910 óta 10-11 ezer körül stagnál. 2018-ban az ittlakók 92,6%-a volt osztrák állampolgár; a külföldiek közül 1,1% a régi (2004 előtti), 2 az új EU-tagállamokból érkezett. 2,9% az egykori Jugoszlávia (Szlovénia és Horvátország nélkül) vagy Törökország, 1,4% egyéb országok polgára volt. 2001-ben a lakosok 86,8%-a római katolikusnak, 2,5% evangélikusnak, 1,7% mohamedánnak, 6,3% pedig felekezeten kívülinek vallotta magát. Ugyanekkor 13 magyar élt a városban; a legnagyobb nemzetiségi csoportot a németek (94,7%) mellett a szerbek alkották 0,8%-kal. 
A népesség változása:

| 2016 | 11 315 |
| 2018 | 11 559 |

## Látnivalók

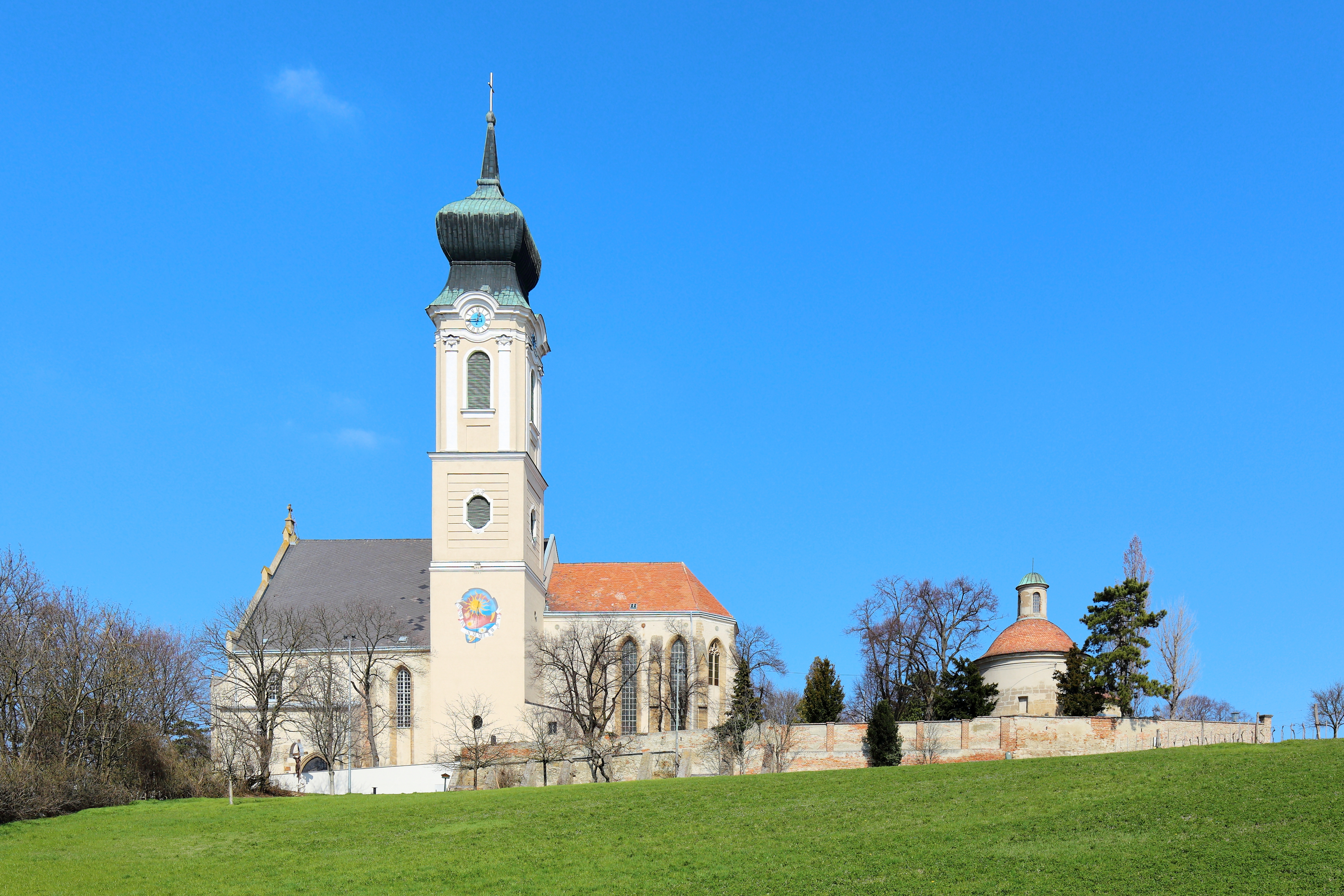
Szt. Márton plébániatemplom

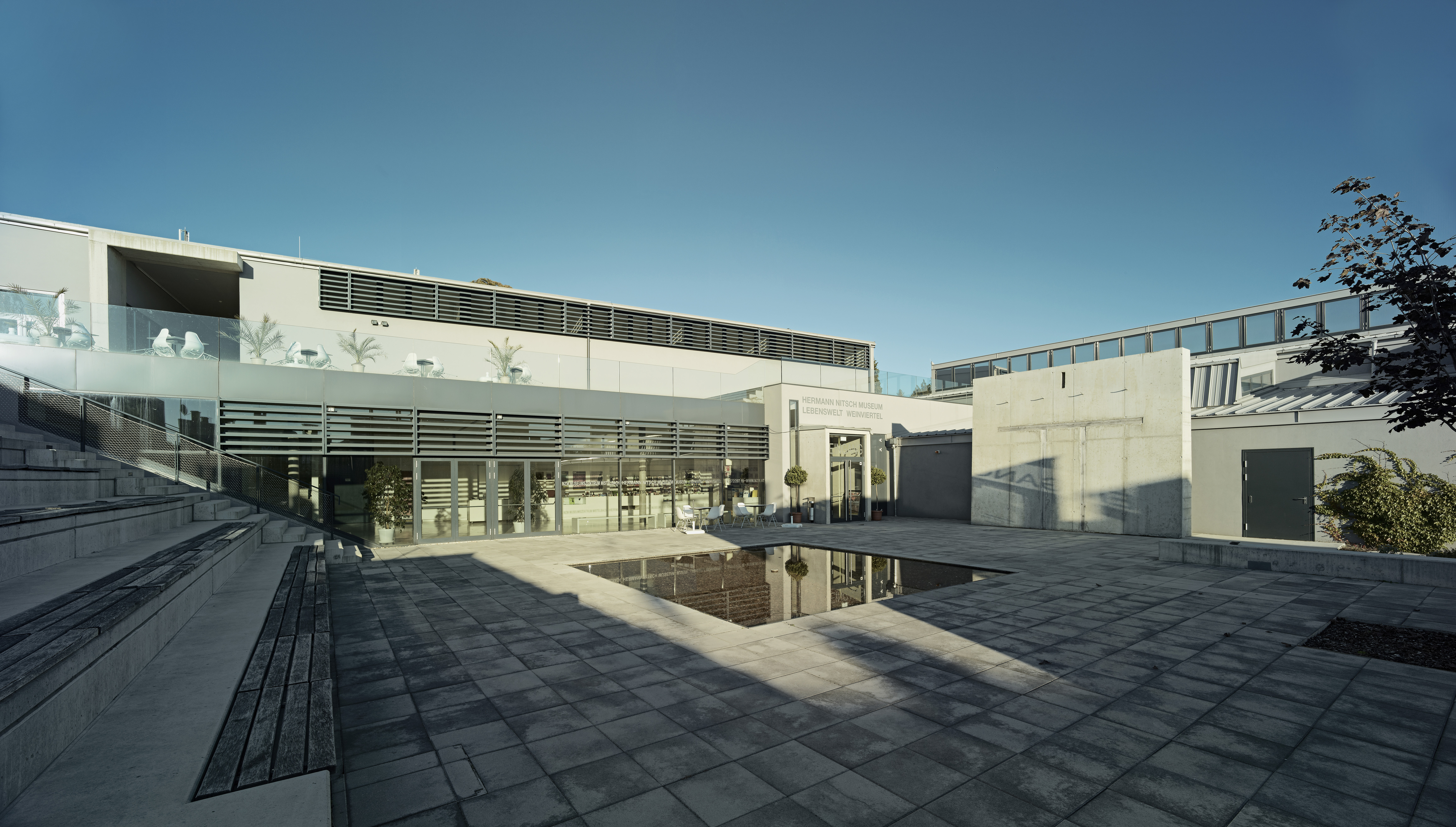
A mistelbachi múzeumcentrum

- az 1500 körül épült gótikus katolikus templom
- az evangélikus Erzsébet-templom
- az 1200 körüli román stílusú, utólag timpanonnal ellátott csontkamra
- a városháza
- Szentháromság-oszlop
- a 16. századi pestisemlékmű
- Michael Jackson-szobor a Landesbahnparkban
- Mistelbachi múzeumcentrum (Hermann Nitsch- és helytörténeti kiállítás)

## Híres mistelbachiak
- Wilhelm Bernatzik (1853–1906), festő
- Oswald Kabasta (1896–1946), karmester
- Willy Puchner (1952-), fényképész, grafikus
- Katrin Engel (1984-), kézilabdázó

## Testvérvárosok
- Neumarkt in der Oberpfalz (Németország)
- Pécel (Magyarország)

## Fordítás
- Ez a szócikk részben vagy egészben  a   Mistelbach (Niederösterreich) című német Wikipédia-szócikk ezen változatának fordításán alapul.  Az eredeti cikk szerkesztőit annak laptörténete sorolja fel. Ez a jelzés csupán a megfogalmazás eredetét és a szerzői jogokat jelzi, nem szolgál a cikkben szereplő információk forrásmegjelöléseként.